# Norops cymbops
Norops cymbops är en ödleart som beskrevs av  Cope 1864. Norops cymbops ingår i släktet Norops och familjen Polychrotidae. IUCN kategoriserar arten globalt som otillräckligt studerad. Inga underarter finns listade i Catalogue of Life.